# Flavio Pace
Mons. Flavio Pace (* 29. července 1977, Monza) je italský římskokatolický duchovní, arcibiskup a sekretář Dikasteria pro podporu jednoty křesťanů.

## Život
Narodil se 29. července 1977 v Monze.
Po studiu na gymnáziu ve svém rodném městě vstoupil roku 1996 do Arcibiskupského semináře v Miláně. Dne 29. září 2001 byl kardinálem Carlem Maria Martinim vysvěcen na jáhna a 8. června 2002 na kněze. Po vysvěcení působil nějakou dobu jako farní vikář v Abbiategrasso. Staral se o mládež, vyučoval náboženství a byl kaplanem v místním hospici. Poté začal studovat na Papežském institutu arabistických studií a islamologie, kde získal certifikát z islamologie, následně spolupracoval na některých iniciativách ve vztazích arcidiecéze Miláno s islámem.
Roku 2011 začal působit na Kongregaci pro východní církve. Mimo jiné byl kaplanem Malých sester Boží prozřetelnosti.
Dne 3. února 2020 jej papež František jmenoval podsekretářem Kongregace pro východní církve. Tuto funkci vykonával do 23. února 2024, kdy byl převeden do úřadu sekretáře Dikasteria pro podporu jednoty křesťanů. Stejného dne jej papež František povýšil na titulárního arcibiskupa z Dolie. Biskupské svěcení přijal 4. května 2024 z rukou arcibiskupa Maria Enrica Delpiniho a spolusvětiteli byli kardinál Leonardo Sandri a kardinál Kurt Koch.